# ژان فیلیپ دهون
ژان فیلیپ دهون (انگلیسی: Jean-Philippe Dehon؛ زادهٔ ۶ آوریل ۱۹۵۶) بازیکن فوتبال اهل فرانسه است.
از باشگاه‌هایی که در آن بازی کرده‌است می‌توان به باشگاه فوتبال المپیک مارسی و باشگاه فوتبال متس اشاره کرد.